# Anraun
Anraun je naselje občine Cirkno v okraju Šmohor na Koroškem v Avstriji.